# San Miniato
San Miniato egy község (comune) Olaszország Toszkána régiójában, Pisa megyében, melynek ötödik legnagyobb lélekszámú települése. Az Arno folyó völgyében, Firenze és Pisa között félúton fekszik, történelmi városmagja a folyó bal partján emelkedő – az ókorban és középkorban fontos stratégiai szerepet betöltő – dombon épült. Bőripari központ, valamint nevezetes a környékén gyűjthető, igen értékes fehér szarvasgombáról.

## Története

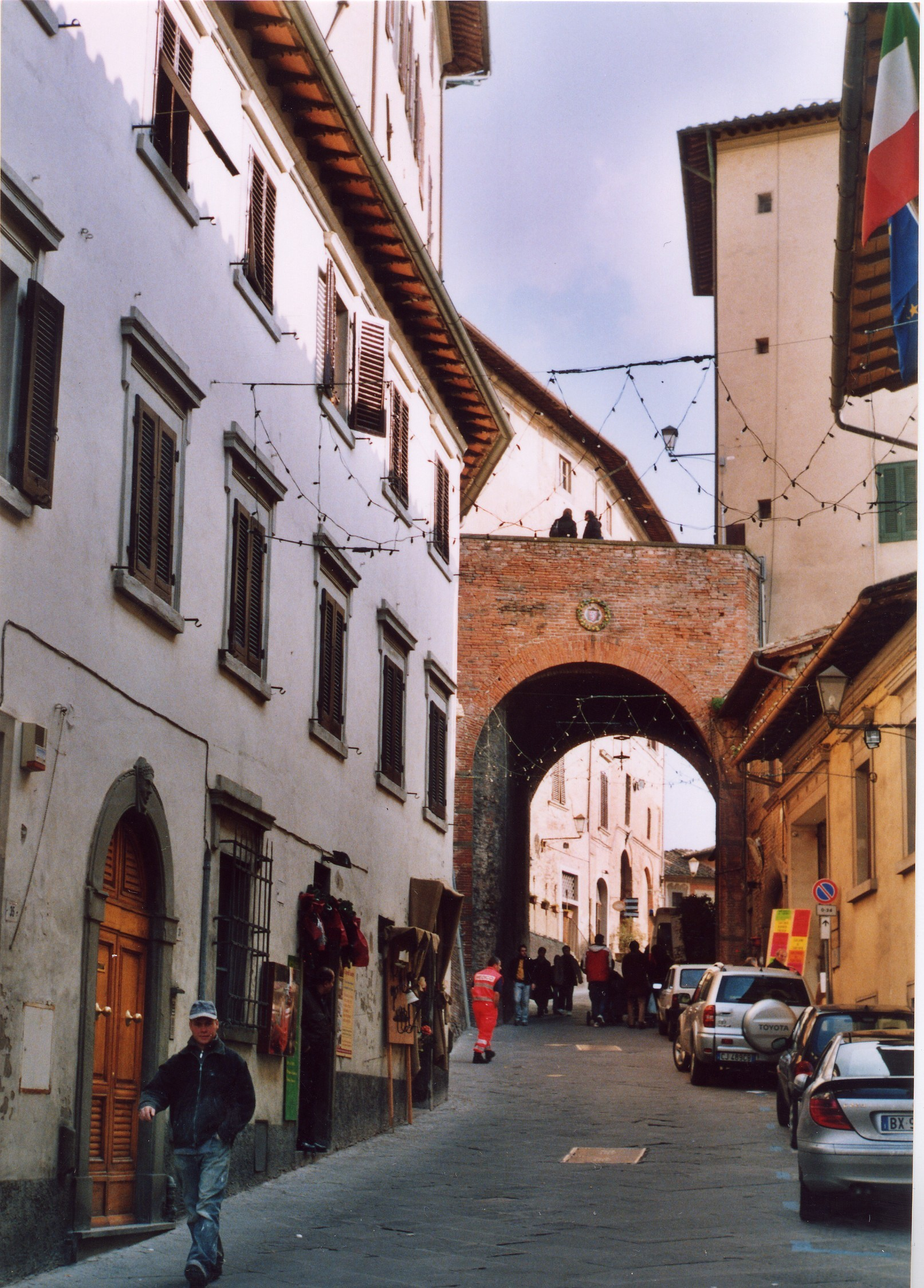
A település központja

A település története a 8. századra nyúlik vissza, amikor egy a luccai érseki levéltárban fennmaradt, 713-ra datált dokumentum szerint longobárdok telepedtek meg a dombon és San Miniato vértanú tiszteletére templomot emeltek. A germán eredettel összefüggésben a város neve a középkorban San Miniato al Tedesco volt. II. Frigyes német-római császár ide helyezte toszkánai helytartóját. 1622-ben vált a város püspöki székhellyé. Napoleon Bonaparte felmenői részben San Miniatóból származnak. Amikor a francia katonai akadémiára való bejutása érdekében nemesi származásának igazolására volt szüksége, meglátogatta a városban nagyapját, Filippo Buonapartét; hasonlóképpen itáliai hadjárata idején is, amint erről a Palazzo Buonaparte falán elhelyezett emléktábla tudósít. San Miniato közigazgatásilag Firenzéhez tartozott 1925-ig, amikor – máig vitatott döntéssel – Pisához került.

## Fő látnivalók

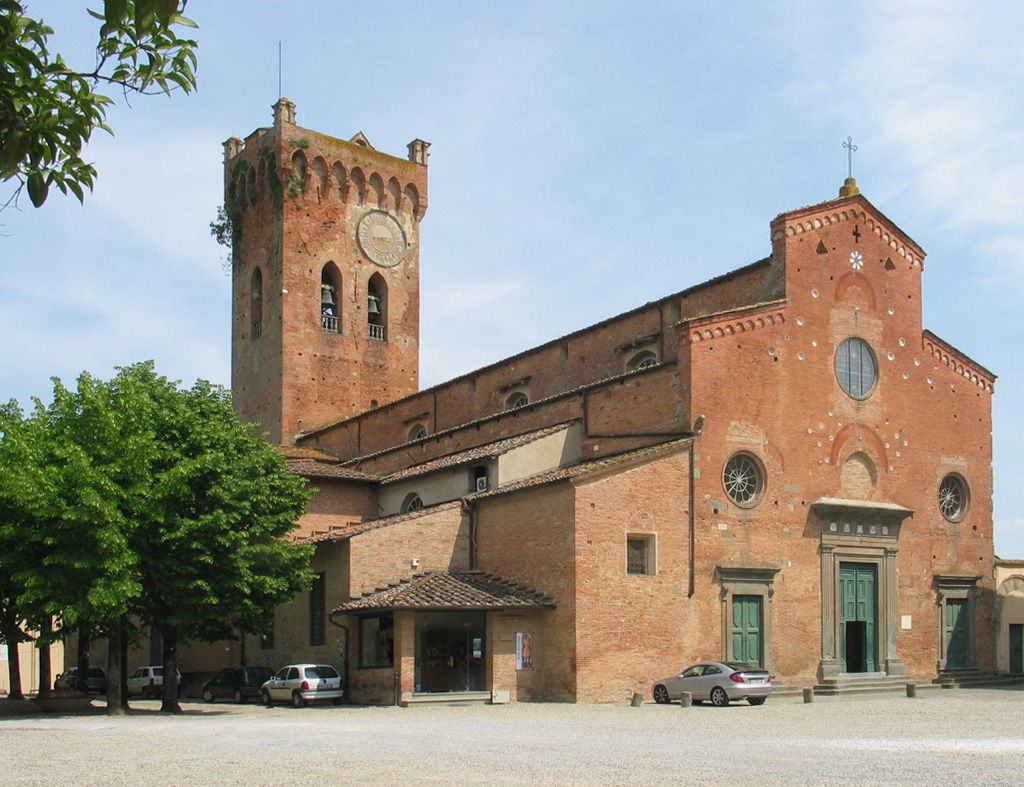
San Miniato katedrálisa

A város számos jó állapotban fennmaradt középkori műemlékkel is rendelkezik.
- Frigyes-torony – A 37 m magas erődtornyot II. Frigyes német-római császár építtette a 13. században a dombtetőn, 192 méter magasságban. A második világháború során a német seregek megsemmisítették a tornyot, hogy megakadályozzák a szövetségeseket egy megfigyelőtorony kialakításában. Az épületet 1958-ban helyreállították.
- Dóm (Katedrális) – Santa Maria Assunta (Nagyboldogasszony) és Santo Genesio tiszteletére szentelték fel. Eredetileg román stílusban épült, azonban számos alkalommal újratervezték, ezért gótikus és reneszánsz építészeti elemeket is tartalmaz. Az épület alaprajza kereszt alakú, a dóm egy középső főhajóból és két oldalhajóból áll. Harangtornyán, a Matilde-tornyon – mely eredetileg erődtoronynak épült a Frigyes-toronnyal egy időben – aszimmetrikusan elhelyezett óra található.
- Egyházmegyei Művészeti Múzeum (Museo diocesano d’Arte Sacra) – A katedrális mellett található. Filippo Lippi, Jacopo da Empoli (Jacopo Chimenti néven is ismert), Neri di Bicci, Fra Bartolomeo, Ludovico Cigoli (Lodovico Cardiként is emlegetik) és Verrocchio munkáit tartalmazza.
- Palazzo dei Vicari – IV. Ottó császár építtette a 12. század során. Az épületen találhatjuk az egyik legöregebb, fennmaradt csipkézett tornyok egyikét. A palota ma egy szállodának ad otthont.
- Palazzo Comunale – Ez a 14. századi épület még ma is városházaként üzemel, nagytermét Cenni di Francesco firenzei festőművész alkotásai színesítik. Az épületben egy 16. századi oltár is fennmaradt.
- Szent Ferenc-templom – A 13. század elején épült. A belső térben gótikus kápolnák és freskók találhatóak a 14-15. századból.
- San Domenico-templom – Eredetileg a 14. században készült, azonban az épület homlokzata máig befejezetlen. A templom belső tere Luca della Robbia által készített terrakotta munkákat, Masolino da Panicale freskóját, valamint egy emlékművet vonultat fel, amit Donatello tervezett. Az épület mellett kezdődik a Via Angelica, egy alagút, mely összekötötte a várost a vidékkel.
- Szent Ferenc-kolostor – Assisi Szent Ferenc alapította 1211-ben, amikor ellátogatott a városba. A kolostor a település közelében egy hegyen áll.

A felsoroltakon kívül számos reneszánsz palota található San Miniatóban, melyek építtetői neves arisztokrata családok (Roffia, Grifoni, Formichini, Buonaparte) voltak.

## Testvérvárosok
- Palesztina, Betlehem
- Burkina Faso, Ouagadougou
- Belgium, Silly
- Franciaország, Villeneuve-lès-Avignon

## Közlekedés
San Miniato Fucecchio településsel közös vasútállomása a Pisa-Firenze vonalon található. Közúton Firenzétől 41 km-re, nyugatra, Livornótól 55 km-re, keletre fekszik.

## Külső hivatkozások
- A település weboldala

## Fordítás
- Ez a szócikk részben vagy egészben  a   San Miniato című angol Wikipédia-szócikk ezen változatának fordításán alapul.  Az eredeti cikk szerkesztőit annak laptörténete sorolja fel. Ez a jelzés csupán a megfogalmazás eredetét és a szerzői jogokat jelzi, nem szolgál a cikkben szereplő információk forrásmegjelöléseként.